# Valer Literat
Valer Literat cunoscut și ca Valeriu Literat (n. 5 aprilie 1895, Luța, România – d. 19 decembrie 1975, Iași, România) a fost un preot ortodox, istoric și profesor român. A fost fondatorul Muzeului Țării Făgărașului care-i poartă numele.

## Biografie
Varel Literat s-a născut în ziua de 5 aprilie 1895 în localitatea Luța din județul Brașov de astăzi. A urmat cursurile liceului Andrei Șaguna din Brașov între anii 1895-1903, după care a studiat la Institutul Teologic din Sibiu între 1903-1906. A făcut studii pentru perfecționarea profesorilor secundari români, specialitatea - limba franceză, la Universitatea din Cluj în perioada 1919-1920. Mai târziu, în 1920, și-a luat licența de specializare la Lyon și Grenoble.
A fost preotul paroh din Luța în perioada 1907-1919, membru corespondent al Comisiei Monumentelor Istorice, secția pentru Transilvania. A făcut parte din ASTRA ca președinte al Departamentului Făgăraș între 1922-1925 și 1934-1948. Valer Literat a fost marele organizator și fondator al Muzeului Țării Oltului din Făgăraș care a devenit mai apoi, după decesul său din 19 decembrie 1975 de la Iași, Muzeul Țării Făgărașului „Valer Literat”. A fost deținut politic în timpul regimului comunist în perioada 1951-1953 la închisorile de la  Ocnele Mari și Codlea.

## Lucrări publicate
Valer Literat a publicat o serie de lucrări după cum urmează:
- Două biserici din Țara Oltului, în ACMIT II, 1926-1928 Cluj, 1929, p. 228-241 (și extras)
- Biserici din Țara Oltului "de pe Ardeal" zugrăvite de o familie de pictori, in ACMIT, IV, Cluj, 1935, p. 1- 54 (și extras)
- Din Țara Oltului, Brașov, 1938,43 p. (extras din rev. "Țara Bârsei")
- "Vizite" calvinești la preoții români din Țara Făgărașului, 1936-1938.
- Un dar a lui Constantin Brâncoveanul la Făgăraș, in AIINC, VII, 1936-1938, p. 582-620 (și extras, în colaborare cu M. Jaray)
- Orașul și Țara Făgărașului, Cetatea Făgărașului, Făgăraș, 1943, 93 p. (în colaborare cu Pr. Moise Ionașcu)
- Din trecutul Bisericii românești din veacul al XVII-lea, în RT, an. XXXIII, 1943, nr. 1 -2, p. 28 - 40
- Bisericile, mănăstirile de la Sâmbăta de Sus și Slujitorii lor, în MA, an. XX, 1975, nr. 1 p. 29-53; diferite articole în periodicele timpului.
- Biserici Vechi Românești din Țara Oltului, Editura Dacia, Cluj Napoca 1996, 280 p., nenumărate planșete.